# Giuseppe Pittau
Giuseppe Pittau SJ (ur. 20 października 1928 w Villacidro; zm. 26 grudnia 2014 w Tokio) – włoski duchowny katolicki, arcybiskup, sekretarz Kongregacji ds. Edukacji Katolickiej w latach 1998-2003.

## Życiorys
18 marca 1959 otrzymał święcenia kapłańskie. W latach 1992–1998 pełnił funkcję rektora Papieskiego Uniwersytetu Gregoriańskiego.
11 lipca 1998 Jan Paweł II mianował go sekretarzem Kongregacji ds. Edukacji Katolickiej, podnosząc go do godności arcybiskupa tytularnego Castro di Sardegna. Sakry biskupiej udzielił mu 26 września 1998 kardynał Angelo Sodano.
25 listopada 2003 przeszedł na emeryturę.